# Niedźwiadki (województwo wielkopolskie)
Niedźwiadki – wieś w Polsce położona w województwie wielkopolskim, w powiecie rawickim, w gminie Pakosław.
Wieś zamieszkuje grupa etnograficzna Hazaków.
W okresie Wielkiego Księstwa Poznańskiego (1815-1848) Niedźwiadki należały do wsi mniejszych w ówczesnym pruskim powiecie Kröben (krobskim) w rejencji poznańskiej. Niedźwiadki należały do okręgu sarnowskiego tego powiatu i stanowiły część majątku Ostrobudki, którego właścicielem był wówczas (1846) Rogaliński. Do majątku Ostrobudki przynależały także: folwark Dębianka (dziś Dębionka), wieś Ugoda i Sworowski młyn. Według spisu urzędowego z 1837 roku Niedźwiadki liczyły 64 mieszkańców, którzy zamieszkiwali 11 dymów (domostw).
W latach 1975–1998 miejscowość administracyjnie należała do województwa leszczyńskiego.